# Urd (musikalbum)
Urd är det norska black metal-bandet Borknagars nionde studioalbum. Albumet utgavs 2012 av skivbolaget Century Media Records. Albumet har utgivits i olika versioner, bland annat en digipack med bonusspår. Ett av bonusspåren är en cover-version av Metallica-låten "My Friend of Misery".

## Låtlista
1. "Epochalypse" (Øystein G. Brun/Vintersorg) – 6:08
2. "Roots" (Øystein G. Brun/ICS Vortex) – 5:55
3. "The Beauty of Dead Cities" (Lars A. Nedland) – 4:15
4. "The Earthling" – 6:51
5. "The Plains of Memories" – 4:27
6. "Mount Regency" – 6:08
7. "Frostrite" (ICS Vortex) – 4:50
8. "The Winter Eclipse" – 8:45
9. "In A Deeper World" – 5:42

Bonusspår digipack-versionen
1. "Age of Creation" (Øystein G. Brun/Vintersorg) – 6:19
2. "My Friend of Misery" (James Hetfield/Jason Newsted/Lars Ulrich) – 6:19

Alla låtar skrivna av Øystein G. Brun där inget annat anges.

## Medverkande
Musiker (Borknagar-medlemmar)
- Vintersorg (Andreas Hedlund) – sång
- ICS Vortex (Simen Hestnæs) – sång, basgitarr
- Øystein Garnes Brun – gitarr
- Jens F. Ryland – gitarr
- David Kinkade – trummor
- Lars Are Nedland – keyboard, piano, bakgrundssång, sång

Produktion
- Borknagar  – producent, ljudtekniker
- Børge Finstad – producent, ljudtekniker, ljudmix
- Mattias Marklund – ljudtekniker
- Jens Bogren – mastring, ljudmix
- Örjan Fredriksson – foto
- Mantus (Marcelo Henrique Vasco) – omslagsdesign, omslagskonst
- Christophe Szpajdel – logo

### Fotnoter
1. ↑  Urd på discogs.com